# Plaza de España (Valladolid)
La plaza de España es una plaza de Valladolid (Castilla y León, España).

## Situación
Es una de las más emblemáticas de la ciudad, junto con la plaza Mayor, la plaza de Zorrilla y la plaza de San Pablo. Está unida a la Plaza Mayor a través de la calle del Duque de la Victoria, a la plaza de Zorrilla a través de la calle Miguel Íscar y a la plaza de Madrid a través de la calle Gamazo.

## Edificios y elementos urbanos
Se trata de un lugar muy concurrido en el que hay varios edificios destacados, como el edificio del Banco de España o el Colegio Público García Quintana (en memoria del alcalde republicano fusilado).
En la plaza de España también se encuentra la iglesia de la Paz. Es una de las iglesias más modernas de la ciudad y posee una fachada que llama mucho la atención porque tiene la forma de un enorme arco iris y tan sólo se sabe que es un lugar de culto religioso cuando se mira la pequeña cruz que hay en lo más alto.
En el centro de la plaza se encuentra la «Fuente de los niños», conocida popularmente como la Fuente de la bola del mundo, que representa un globo terráqueo que gira en torno a las esculturas denominadas Bimbis, obra de la artista Ana Jiménez. Fue diseñada por el arquitecto Fernando González Poncio con motivo de la remodelación de la plaza en 1996. Además, en uno de los laterales se puede contemplar una escultura abstracta dedicada al Voluntariado Social, realizada en 1996 por Eduardo Cuadrado. Ese mismo año, se instaló frente al Banco de España un mural cerámico de Gonzalo Coello Campos con escenas antiguas del mercado.

## Usos y actividades
Habitualmente bajo su gran marquesina se instala los días de diario por las mañanas un mercado en el que se venden productos alimenticios, como frutas y verduras, y flores; mientras que mensualmente cada segundo domingo se convierte en un mercado ecológico. Por otro lado, también todos los domingos es un lugar de reunión para el intercambio y compra-venta de cromos.

## Galería

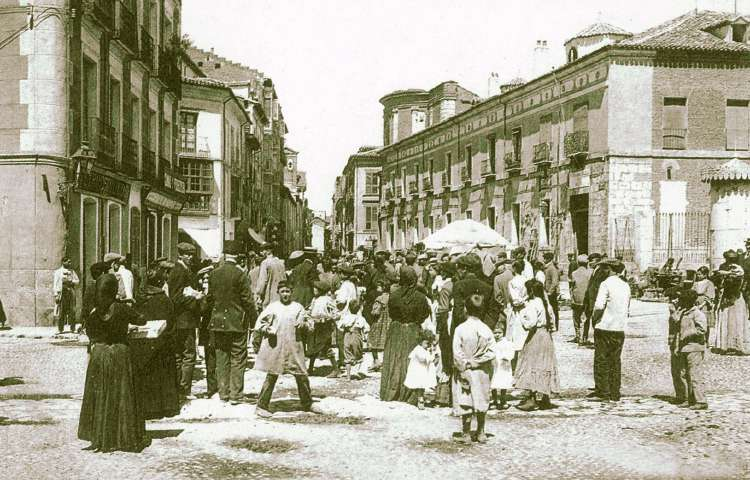
Plaza de España, principios del siglo XX.
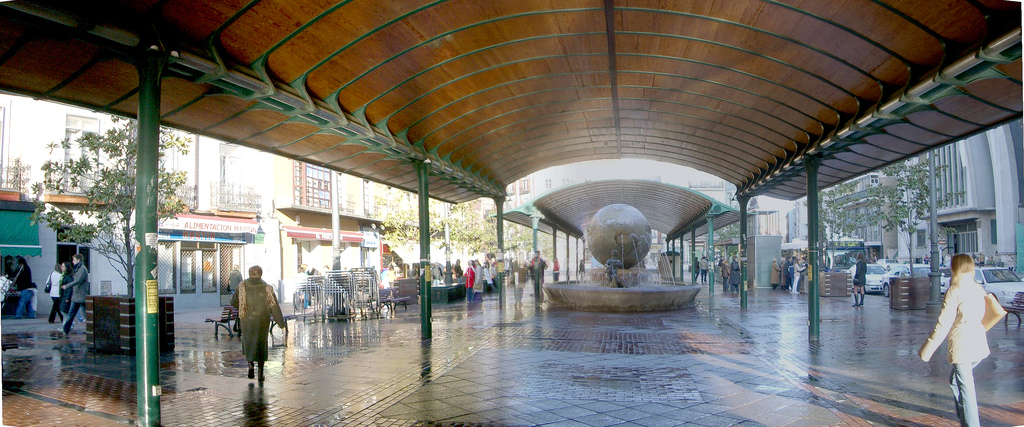
Marquesina de la Plaza de España.
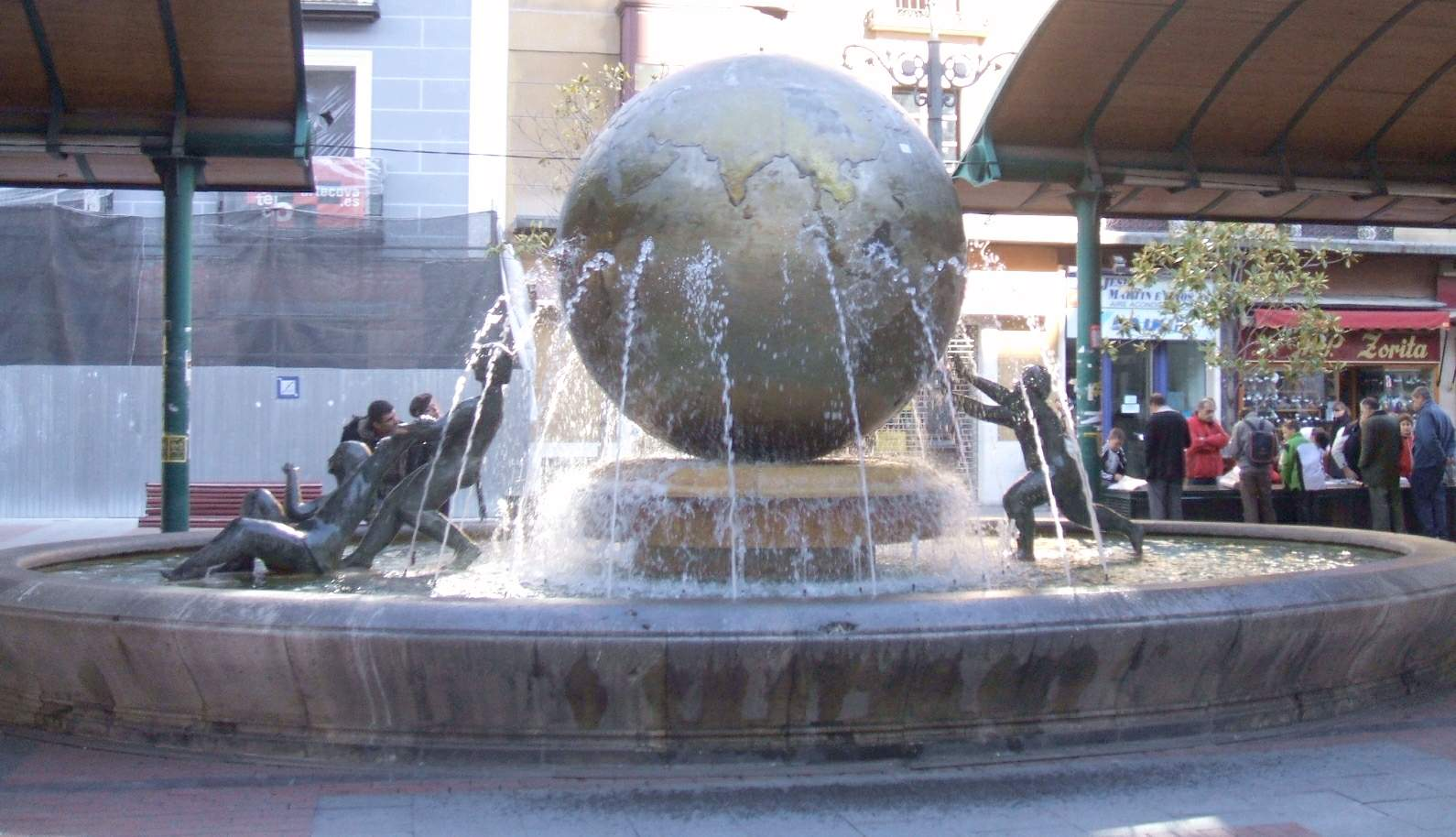
Fuente de los niños o Fuente de la Bola del Mundo.
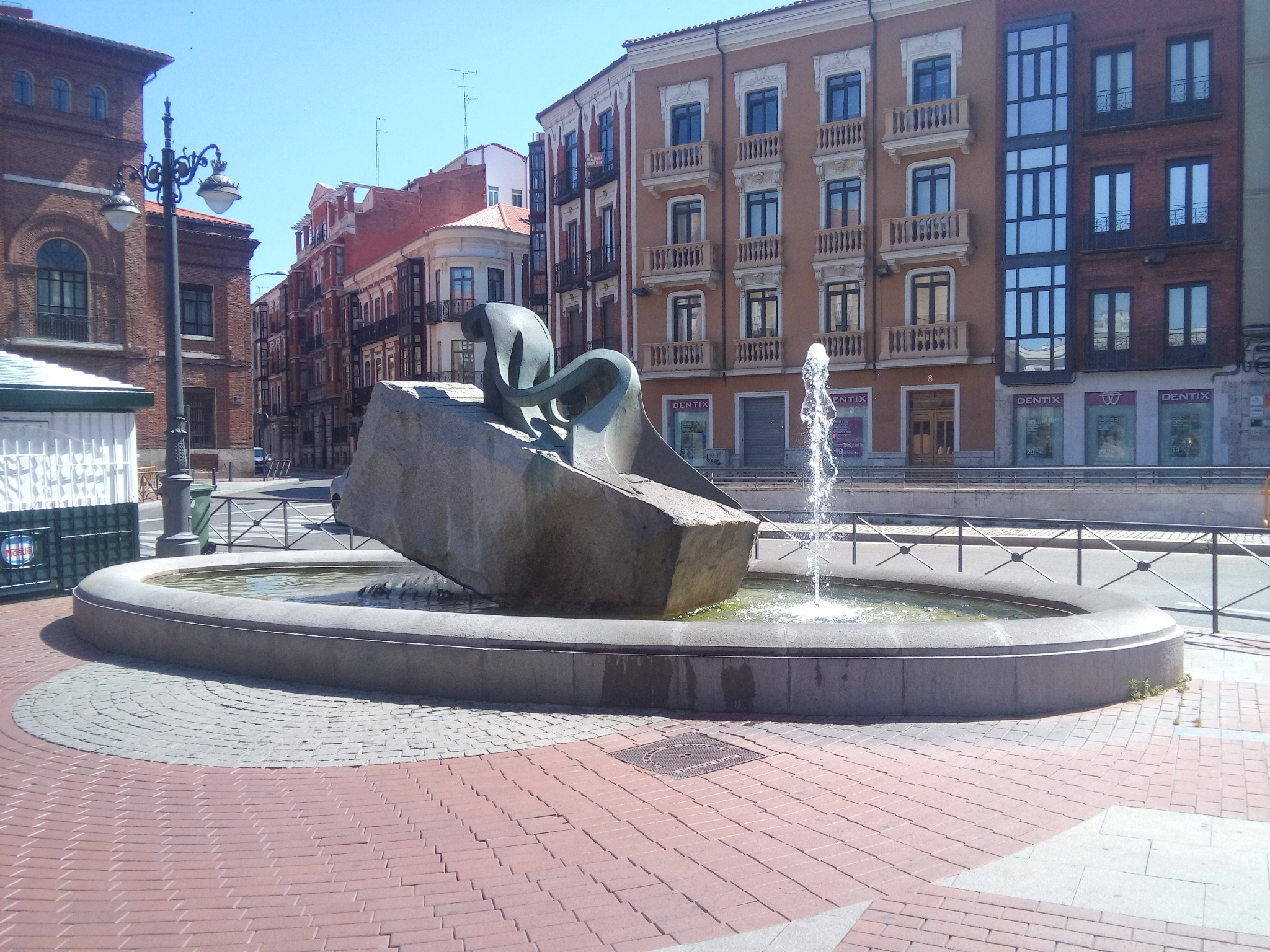
Homenaje al voluntariado social
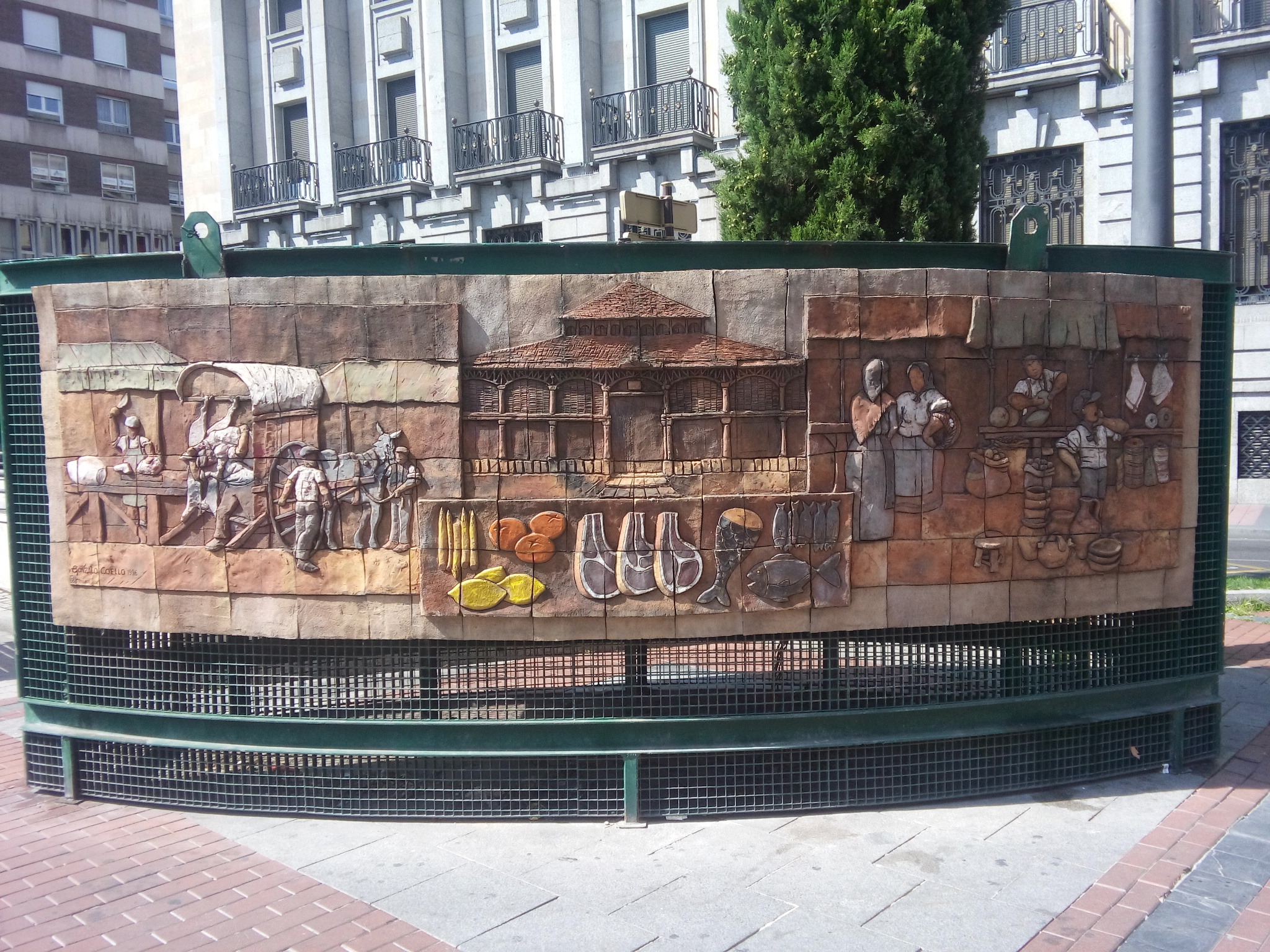
Escenas del mercado (1996) de Gonzalo Coello Campos
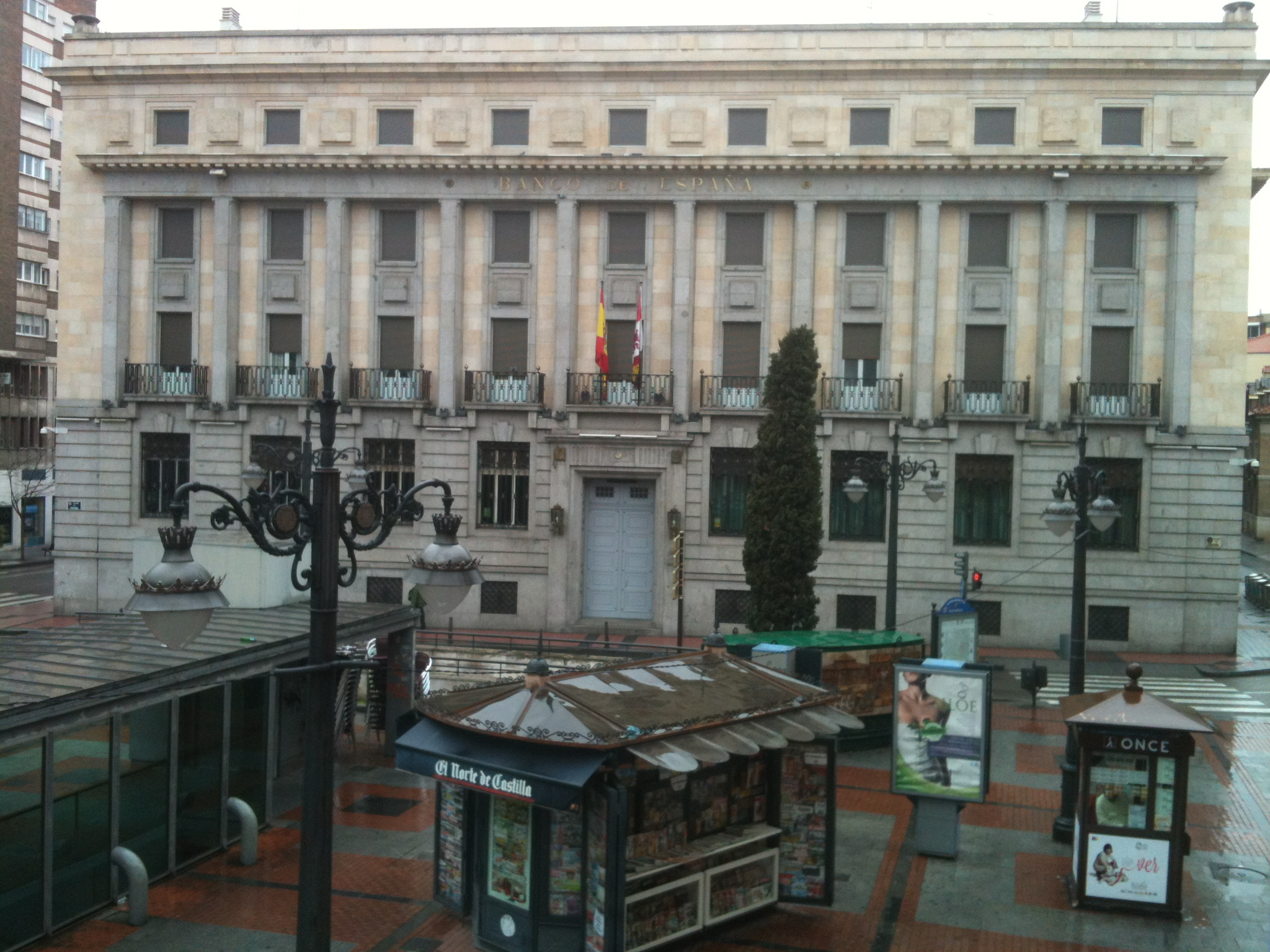
Fachada de la sucursal del Banco de España en Valladolid, en uno de los extremos de la plaza.
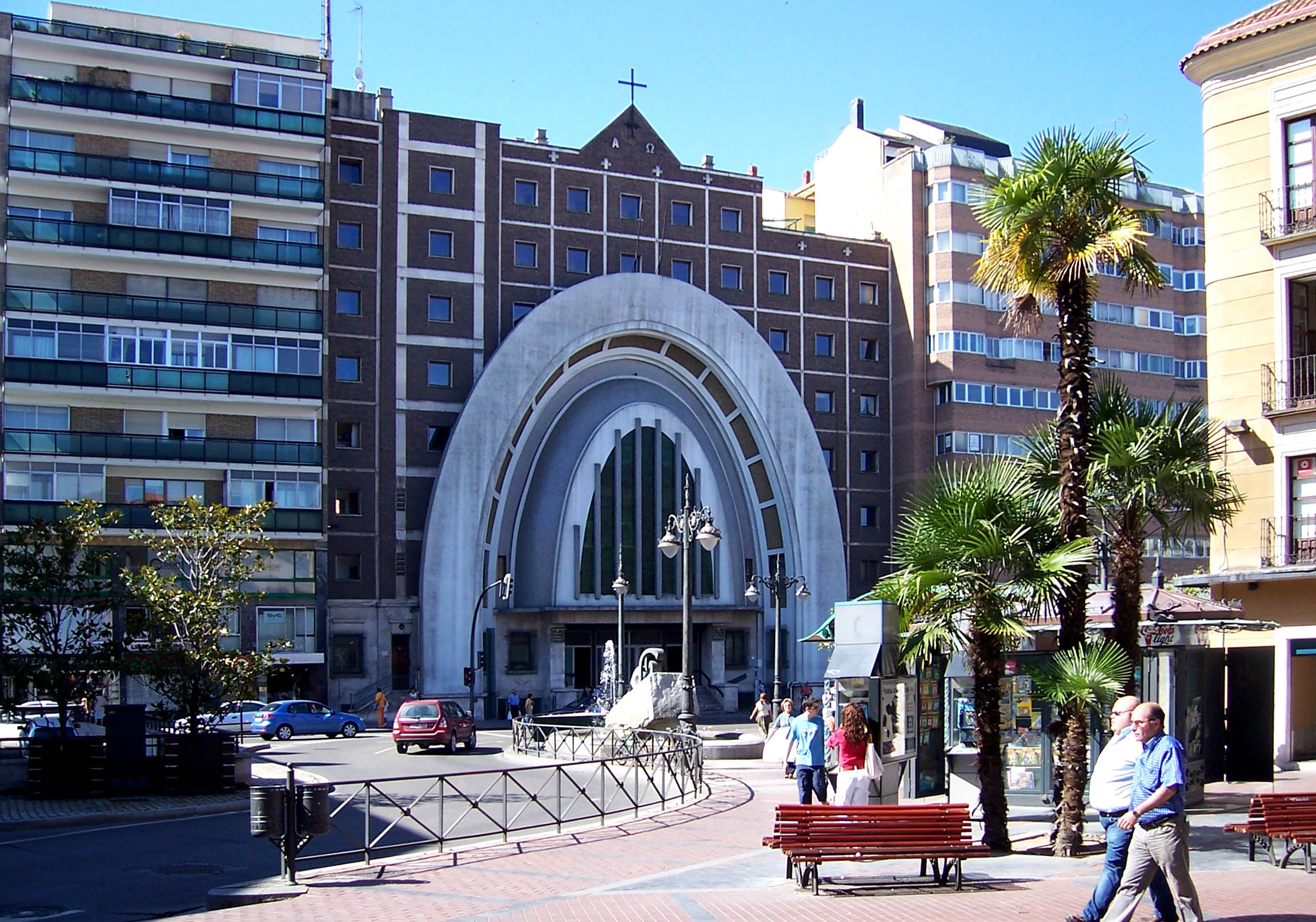
Nuestra Señora de la Paz en la Plaza de España.
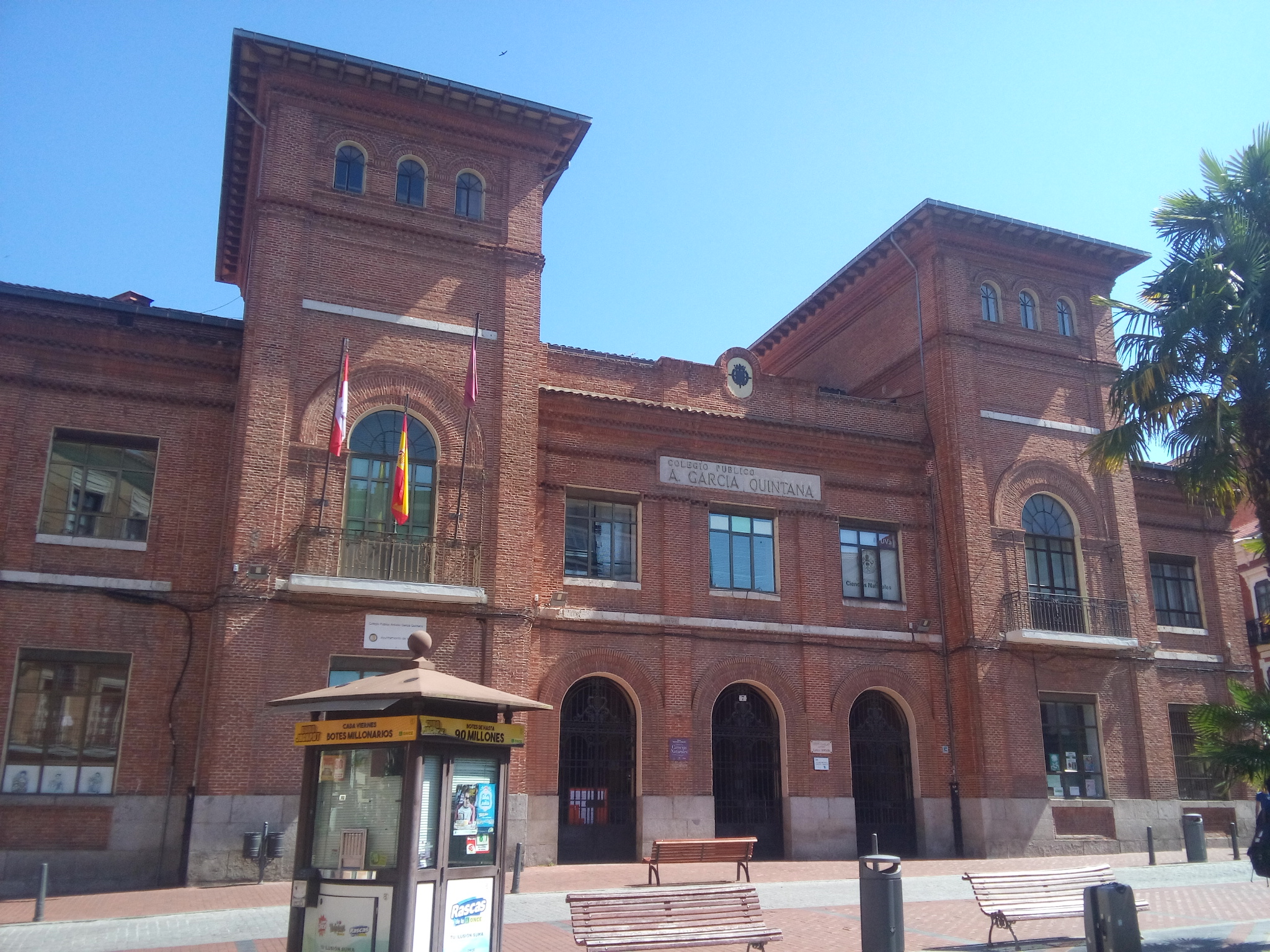
Colegio público Antonio García Quintana.